# La Femme pervertie
Pour plus de détails, voir Fiche technique et Distribution.
La Femme pervertie (Il piacere) est un film érotique réalisé par Joe D'Amato, sorti en 1985.

## Synopsis
Dans une propriété bourgeoise de l'Italie d'avant-guerre, un aristocrate veuf, Gérard, est inconsolable depuis la mort de son épouse Leonora, la seule femme qu'il a aimée et qui prenait du plaisir à se prostituer dans un bordel. Il tente d'évoquer ses souvenirs charnels en écoutant des bandes enregistrées qui dévoilent leurs expériences sexuelles. Jusqu'au jour où sa belle-fille Ursula, le portrait craché de sa mère défunte, lui rend visite pour lui annoncer qu'elle et son frère Edmund sont désormais sous sa tutelle. Mais la jeune fille veut surtout perdre sa virginité dans les bras de son beau-père. Amoureuse de lui, elle prend petit à petit la place de sa mère au point de devenir sa sosie. Qu'elle se maquille comme elle ou qu'elle écoute leurs étreintes enregistrées, et alors que Edmund couche avec la maîtresse de Gérard, Ursula se métamorphose en Leonora sous les yeux de Gérard qui succombe à ses charmes troublants...

## Fiche technique
- Titre original : Il piacere
- Titre français : La Femme pervertie
- Réalisation : Joe D'Amato
- Scénario : Claudio Fragasso et Franco Valobra (crédité comme Homerus S. Zweitag)
- Montage : Franco Alessandri
- Musique : Cluster
- Photographie : Joe D'Amato (crédité comme Aristide Massaccesi)
- Société de production : Filmirage
- Société de distribution : DMV
- Pays d'origine :  Italie
- Langue originale : italien
- Format : couleur
- Genre : érotique
- Durée : 90 minutes
- Dates de sortie : 
  -  Italie : 31 juillet 1985
  -  France : 25 septembre 1985

## Distribution
- Andrea Guzon : Leonora / Ursula (créditée comme Isabella Andrea Guzon)
- Gabriele Tinti : Gérard Villeneuve (crédité comme Steve Wyler)
- Marco Mattioli : Edmund
- Lilli Carati : Fiorella
- Laura Gemser : Haunani
- Dagmar Lassander : Rosa